# Elena Kagan
Elena Kagan   (Nova York, 28 d'abril de 1960) és una jutgessa del Tribunal Suprem dels Estats Units. Fou nominada pel president Barack Obama el 10 de maig de 2010 i ha ocupat el càrrec des del 7 d'agost de 2020. És la quarta dona en esdevenir-ne membre.
Kagan nasqué i cresqué a la ciutat de Nova York. Després de graduar-se a la Universitat de Princeton, la Universitat d'Oxford i Harvard Law School, feu d'assistent judicial per un jutge d'apel·lacions federal i pel jutge del Tribunal Suprem Thurgood Marshall. Començà la seva carrera com a professora a la University of Chicago Law School, cosa que la digué a ser assistent del conseller jurídic de la Casa Blanca i després consellera en polítiques del president Bill Clinton. Després d'una nominació al Tribunal d'Apel·lacions pel DC, que expirà sense acció, esdevingué professora a Harvard Law School i després en fou nomenada degana, primera dona que ocupava el càrrec.
El 2009 Kagan esdevingué la primera dona en ser advocada general dels Estats Units. El president Obama la nominà al Tribunal Suprem per ocupar la vacant sorgida de la jubilació imminent del jutge John Paul Stevens. El Senat dels Estats Units la confirmà amb 63 vots a favors i 37 en contra. Se la considera part de l'ala liberal del Tribunal però tendeix a ser una de les més moderades del grup. Escriguí l'opinió de la majoria a Cooper contra Harris, un cas important que restringia els usos permesos de la raça en establir els districtes congressuals.